# Bengt-Ola Ryttar
Anders Bengt-Ola Ryttar, född 5 oktober 1941 i Gagnef, död där 22 juni 2015,, var en svensk ombudsman och politiker (socialdemokrat), som mellan 1982 och 1985 var ersättare för Kjell-Olof Feldt i riksdagen[källa behövs]. Han var ordinarie riksdagsledamot 1985–2002 för Dalarnas läns valkrets (fram till 1997 Kopparbergs läns valkrets). Han var dessutom ledamot av Europaparlamentet under 1995.
Bengt-Ola Ryttars första arbetslivserfarenhet var som golvläggare i Borlänge. Han blev 1977 ordförande för Byggnads dalaavdelning. Han var under ett antal år ordförande i Gävle-Dalas LO-distrikt. Ryttar var bosatt i byn Moje i Gagnef.